# Los que tocan el piano
Los que tocan el piano es una película española de comedia estrenada el 23 de agosto de 1968, dirigida por Javier Aguirre Fernández y protagonizada en los papeles principales por Tony Leblanc, Concha Velasco, Alfredo Landa, José Sazatornil y Manolo Gómez Bur.

## Argumento
El "Cocosabio", "La Gandula" y "El Torralba" son tres pianistas, no en la acepción musical, sino en la policial. Los tres han tocado el piano, o sea, han estampado sus huellas en la correspondiente ficha policial. Pero sin menospreciar a los protagonistas, hay que reconocer que sus actividades delictivas son de segunda división. Todo cambia con la llegada del "Tizona", un antiguo chorizo de medio pelo, que ha ampliado conocimientos en el extranjero y vuelve a España perfectamente reciclado y convertido en un peligroso gánster. Al menos eso es lo que él y sus amigos creen.

## Reparto
- Tony Leblanc como Paco 'Cocosabio'.
- Concha Velasco como Cayetana 'La Gandula'.
- Alfredo Landa como Venancio Torralba 'El Torralba'.
- José Sazatornil como Don Tadeo Ramírez.
- José Bódalo como Don Ernesto Dávila, inspector de policía.
- Manolo Gómez Bur como Don Federico Martínez Hojas 'El Tizona'.
- Margot Cottens como Juliana, esposa de Don Tadeo.
- Tomás Blanco como Don Aurelio.
- Rafaela Aparicio como Doña Alicia.
- Emilio Rodríguez como Eusebio
- Beni Deus como González.